# 離婚と母子の110番
離婚と母子の110番（りこんとぼしのひゃくとおばん）は、離婚の悩みを受け付ける無料の電話相談。原則として、毎週土曜日に行っている。通称「離婚110番」。

## 経緯
ジャーナリストとして、家族や女性問題について取り組んできた円より子が、1979年3月に、弁護士とともに東京・表参道で「ニコニコ離婚講座」を開設、全国から夫の浮気や暴力に悩む女性からの電話が殺到した。講座を受講できない人たちのために、情報誌「ハンド・イン・ハンド」を発行するとともに、1984年6月に「ハンド・イン・ハンドの会」の会員を対象に無料の電話相談「女の土曜日110番」（月2回）を開設。その後非会員からの相談が増えたことや男性からの相談もあったことなどから、1986年7月に「離婚110番」と改称し、一般からの相談も受け付けることとなった。さらに、2003年9月13日より、「離婚と母子の110番」と改称し、離婚後の母子家庭に対する生活上のアドバイスなども重視することとなった。

## 実績
1984年の開始以降、2006年9月末までの相談件数の累計は約20,000件。

## 評価
1984年当時、日本においては、離婚や家庭内の問題についての情報が一般には入手が困難であった上、離婚の悩みを打ち明け、相談できる場は他に類がなく、離婚問題に悩む人たちからの反響は極めて大きかった。現在においても、無料で相談を受ける類似の機関などは限られていることから、財政的には厳しい運営状況にある。

## その他
現在、約30名の専任の相談員がボランティアで相談を受け付けている。相談員は必要な研修を受け相談員の技能・資質を得るとともに、定期的に相談員としての資質向上のための研修を受けることとなっている。